# Frans-Spaanse Oorlog (1683-1684)
De Frans-Spaanse oorlog (ook wel Conflict van 1683-1684, de Luxemburgse oorlog of de derde oorlog van Lodewijk XIV; in het Frans Guerre des Réunions (Herenigingsoorlog) genoemd) was een oorlog tussen Frankrijk en Spanje van 1683 tot 1684. Het Frankrijk van Lodewijk XIV vocht tegen het Spanje van Karel II. Al voor het uitbreken van deze oorlog voerde Frankrijk in Straatsburg oorlogshandelingen uit tegen het Heilige Roomse Rijk en in Casale tegen het hertogdom Savooie. De oorlog zelf werd vooral in de Spaanse Zuidelijke Nederlanden uitgevochten. Het conflict werd beëindigd met het bestand van Regensburg dat het Frankrijk toestond om twintig jaar lang Straatsburg en Luxemburg in bezit te mogen houden.

## "Herenigingspolitiek" van Lodewijk XIV
Zoals de voorgaande oorlogen van Lodewijk XIV paste ook dit conflict in de zogenaamde Franse herenigingspolitiek. Als een gevolg van de voor Frankrijk succesvol verlopen Dertigjarige Oorlog (1618-1648) had Frankrijk in het gebied van de Midden-Rijn reeds een tiental voorheen tot het Heilige Roomse Rijk behorende steden in de Elzas geannexeerd. Tijdens de Spaans-Franse Oorlog (1635-1654/59) had Frankrijk op Spanje ook nog delen van de Zuidelijke Nederlanden veroverd. In het zuiden veroverde Frankrijk Roussillon en het noordoosten van Cerdagne. Tijdens de Devolutieoorlog (1667-1668) en de Hollandse Oorlog (1672-1678) annexeerde Frankrijk nog meer delen van de Zuidelijke Nederlanden, alsook de Franche-Comté. Met zijn "herenigingsbeleid" ging Lodewijk XIV rond 1679 op de ingeslagen weg voort, met opnieuw een volkenrechtelijke drogreden als voorwendsel, zoals in de Devolutieoorlog met het Devolutierecht. Hij eiste nu immers, via enkele Franse gerechtelijke "Herenigingskamers" die hij zelf in het leven riep, alle gebieden op die ooit afhankelijk waren geweest van de pas aan Frankrijk aangehechte Elzassische steden. Op die manier claimde hij Luxemburg, het graafschap Vlaanderen en grote delen van het Duitse Rijnland (met name op de linker Rijnoever) voor Frankrijk. Lodewijk XIV stond nu op het hoogtepunt van zijn glorie en zijn macht. Rond deze tijd vestigde hij zich ook met 4.000 hovelingen in zijn nieuwe paleis te Versailles (mei 1682), dat zo hét model werd voor alle absolutisten in Europa. Ook de Franse oorlogsvloot werd in deze tijd de grootste ter wereld (1682). Lodewijk XIV liet Vauban forten bouwen langs Frankrijks nieuwe grenzen. In Noord-Amerika eiste hij met De la Salle Louisiana op.

## Annexatiebeleid (1679-1681) in de Elzas en voorbereid in de Savoie
Lodewijk XIV begon zijn annexatiepolitiek in de praktijk om te zetten. Hij nam heel de Elzas over (augustus 1680) en veroverde de gebieden, die al sinds 1648 ingeklemd lagen tussen de tien nieuwe Franse steden aldaar. Met grote overmacht palmde hij in september 1681 Straatsburg in. Hij vergrootte ook zijn greep op de Savoye, een gebied in de Frans-Italiaanse Alpen. Frankrijk rukte door de Savoye op naar Casale (september 1681), een gebied dat Frankrijk van het Hertogdom Mantua had gekocht. Met Casale ten oosten van Piëmont en het fort van Pinerolo ten westen van Piëmont, tegen de Alpen aan, had Lodewijk XIV nu het hertogdom Savoye en Piëmont omsingeld. Bovendien bedreigde Frankrijk zo ook het Spaanse Milaan in Lombardije. Dit deed vermoeden dat Frankrijk in geval van succes in Noordwest-Italië later ook daar een soort "herenigingsbeleid" wilde voeren.

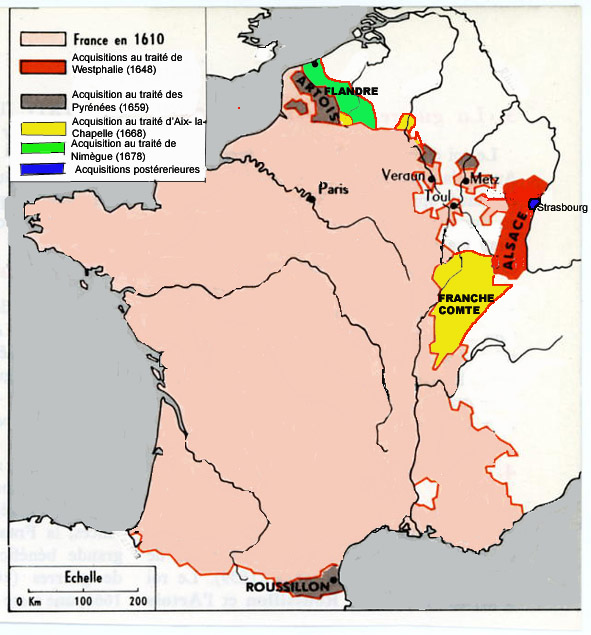
Frankrijk had met de Vrede van Westfalen (1648, rood), de Vrede van de Pyreneeën (1659, grijs), de Vrede van Aken (1668, geel) en de Vrede van Nijmegen (1678, groen) al veel gebieden geannexeerd en nam in 1681 ook Straatsburg (blauw) in. Luxemburg ligt ten noorden van Metz, ten westen van de Moezel. Met het bestand van Regensburg kreeg Lodewijk XIV Straatsburg en Luxemburg voor twintig jaar toegewezen. Hij beoogde echter alle grondgebied ten westen van de Midden-Rijn en ten zuiden van de Beneden-Rijn bij Frankrijk te voegen.

## Rol van beleg van Wenen
Toen Lodewijk XIV in de Spaanse Zuidelijke Nederlanden Luxemburg-Stad in september 1683 aanviel, raakte hij echter in oorlog met Spanje (oktober 1683). In de Zuidelijke Nederlanden viel Frankrijk Brabant en het Land van Waas binnen. In Vlaanderen werden Kortrijk (november 1683) en Diksmuide (december 1683) ingenomen. Luxemburg-Stad viel in april-juni 1684. Hoewel dit ook een bedreiging was voor de Nederlandse Republiek, wilde deze oorlog vermijden en verbrak het daarom in juni 1684 haar verbond met Spanje. De Franse vloot bestookte bovendien Genua (mei 1684), om zo te voorkomen dat Spaanse troepen naar het noorden gebracht konden worden. In de Zuidelijke Nederlanden bediende Lodewijk XIV zich van de tactiek van de verschroeide aarde, onder meer in de buurt van Charleroi, waar 20 dorpen volledig werden platgebrand. Spanje reageerde amper omdat het er alleen voorstond. In Nederland wilde de burgerij in Amsterdam handel met Frankrijk, wat stadhouder Willem III van Oranje-Nassau belette om de Republiek in oorlog te betrekken. Keizer Leopold I van het Heilige Roomse Rijk had zijn handen vol aan de Turken, die Wenen belegerden. Lodewijk XIV was daarnaast een bondgenoot van de Turken en verstrekte de keizer geen hulp toen de Turken hem in Wenen belegerden (juli 1683). Hij moedigde de Turken zelfs aan. Maar toen de keizer, de Duitsers en de Polen de Turken na het Beleg van Wenen in september 1683 konden terugslaan en bovendien achtervolgden, wilde Lodewijk XIV toch niet als een vijand van het christendom worden beschouwd. Lodewijk beëindigde de oorlog met het twintigjarige bestand van Regensburg in augustus 1684. Hij gaf Kortrijk en Diksmuide terug aan de Spaanse Nederlanden, maar bedong dat hij Straatsburg en Luxemburg 20 jaar in bezit mocht houden. De keizer, die nog steeds bezig was de Turken terug te drijven in Hongarije, kon immers nog altijd niet tussenkomen, waarbij kwam dat Lodewijk XIV Brandenburg-Pruisen, Saksen en Beieren, de drie grootste staten in het Heilige Roomse Rijk, na Oostenrijk zelf, middels subsidies aan zijn kant had. De oorlog was zo slechts een intermezzo tussen de Hollandse Oorlog en de Negenjarige Oorlog (1688-1697) die weldra zou volgen, nog steeds in het kader van die Rijn-Alpen-Pyreneeëndoctrine voor natuurlijke grenzen die Lodewijk XIV zo dierbaar was.